# Syndicat national des entreprises de plongée loisir
Le Syndicat National des Entreprises de Plongée Loisir (S.N.E.P.L) a été créé en 1999 sous l’impulsion de Dominique Déramé. Son but est la défense des intérêts des entreprises intervenant dans la plongée loisir.
Comme tout syndicat, il est régi par la Loi Waldeck-Rousseau du 21 mars 1884. L’article 2131-1 du Code du Travail (ex : L411.1) issu de la Loi N°82.915 du 28 octobre 1982 souligne que les syndicats n’ont pas que leurs adhérents pour seuls bénéficiaires. Il est reconnu et possède les moyens juridiques nécessaires à la défense de la profession par ses membres adhérents. Le SNEPL offre ainsi aux salariés, aux institutions, et à l’État un interlocuteur utile à la conclusion d’accords, d’instruments d’éviction ou de résolution des conflits. Le SNEPL s’affirme donc comme l’interlocuteur permanent des pouvoirs publics, des syndicats de salariés dans la filière plongée de la Branche des Loisirs Marchands.
Ce Syndicat de filière est adhérent du Syndicat National des Entreprises des Loisirs Marchands (S.N.E.L.M) lui-même adhérent de la Confédération Générale des Petites et Moyennes Entreprises (CGPME). Attaché à la défense des intérêts spécifiques de ses adhérents (Entreprises), le SNEPL bénéficie, dans le champ qu’il a lui-même fixé (Loisirs Récréatifs Marchands), d’une reconnaissance nationale de représentativité.
En 2008, son action s’est concentrée sur la création d’une convention collective applicable dans les entreprises. Néanmoins, cette Convention Collective n’étant pas aboutie à ce jour, il est de fait intervenant dans les institutions créées par le Code du sport et reste également l’interlocuteur patronal représentatif du Ministère de la Santé, de la Jeunesse, des Sports et de la Vie associative (MS SJVA). L’objectif du SNEPL étant notamment de pouvoir créer et organiser en partenariat avec les syndicats de salariés le dialogue social dans la filière plongée loisir, dialogue inexistant à ce jour.
L'actuel Secrétaire Général du SNEPL est Thierry DOLL. Il a été élu à l'unanimité lors de l'Assemblée Générale du 8 décembre 2006.